# 姫路高等学校 (旧制)
| 姫路高等学校 （姫高） | 姫路高等学校 （姫高）    |
| --------------------- | ------------------------ |
| 創立                  | 1923年                   |
| 所在地                | 姫路市                   |
| 初代校長              | 小松原隆二               |
| 廃止                  | 1950年                   |
| 後身校                | 神戸大学教養部・文理学部 |
| 同窓会                |                          |

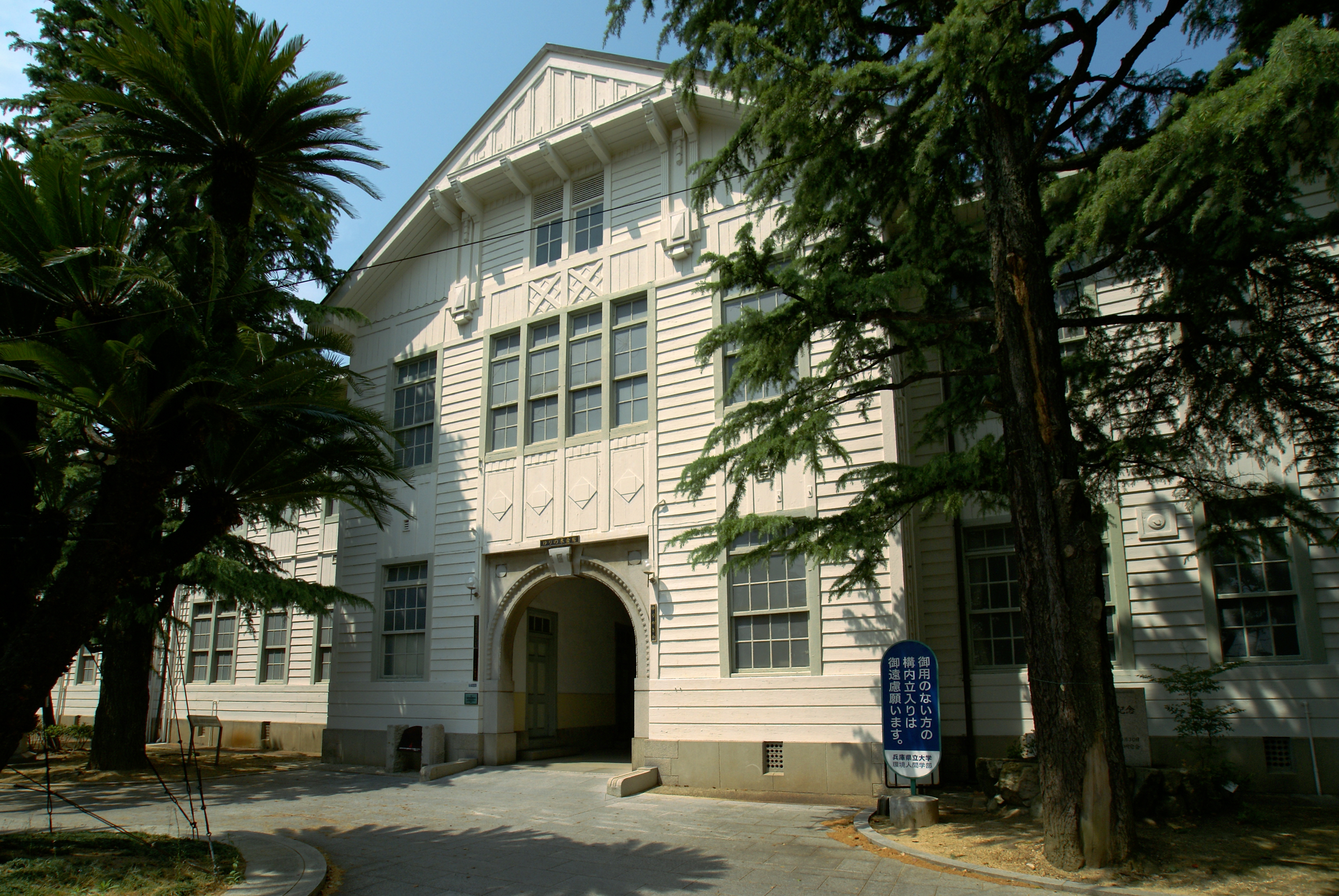
旧本館

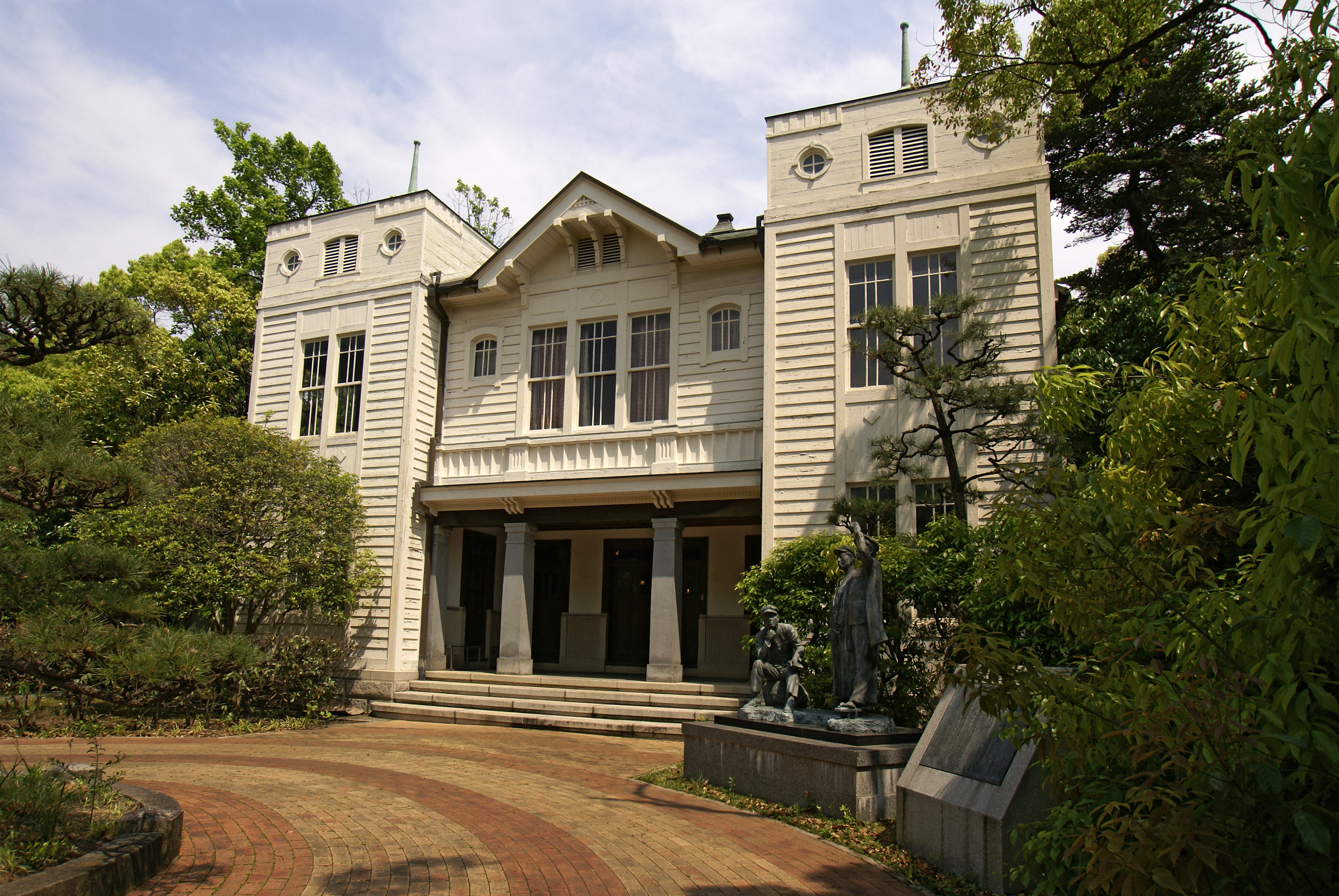
旧講堂

旧制姫路高等学校（きゅうせいひめじこうとうがっこう）は、1923年（大正12年）12月に設立された官立の旧制高等学校。略称「姫高」（ひめこう）。

## 概要
- 姫高は改正高等学校令（1918年公布）に基づき全国で増設された官立高等学校（いわゆる地名スクール）のうち、国内では広島とともに最後（24番目）に設立された。
- 兵庫県における高等教育機関としては既に神戸高等商業学校が存在していたが、早い段階で1923年に神戸商業大学（予科・附属専門部無し）に昇格することが内定したため、同県は誘致をすすめた。同県は当初神戸市への誘致を予定していたが、神戸高等工業学校設立（1921年）の内定を経て、明石市と競った姫路市が誘致に成功したとされる。
- 修業年限は3年で、文科および理科からなる高等科が設置された。
- 寄宿舎として「白陵寮」が設置された（その名は姫路城（白鷺城）に由来する）。
- 第二次世界大戦後の学制改革では、一時期「姫路大学」としての単独昇格または京都大学との合併を志向するがいずれも果たせず[1]、新制神戸大学に包括され、同大学教養部（現在の神戸大学国際人間科学部）および文理学部（現在の神戸大学文学部・神戸大学理学部）の前身となった（文学部（旧文理学部文学科が独立）については、神戸経済大学予科も前身校として位置づけられている）。

## 沿革

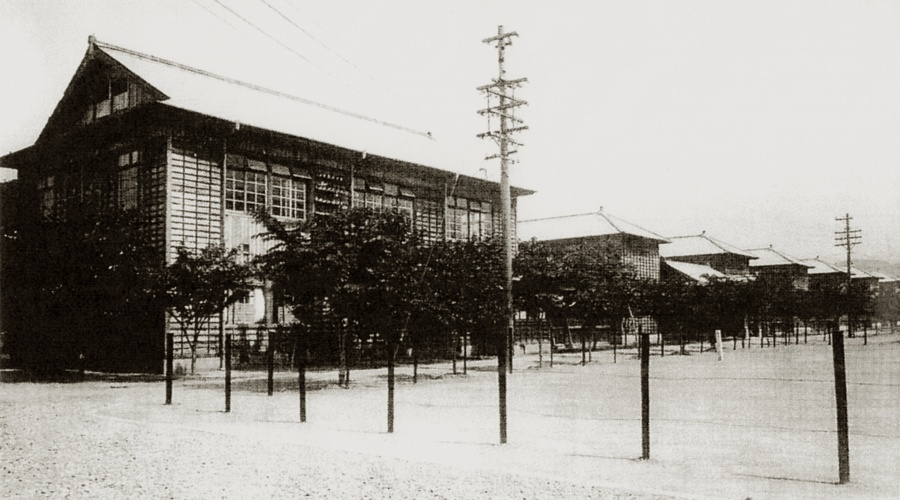
白陵寮（1929年頃）

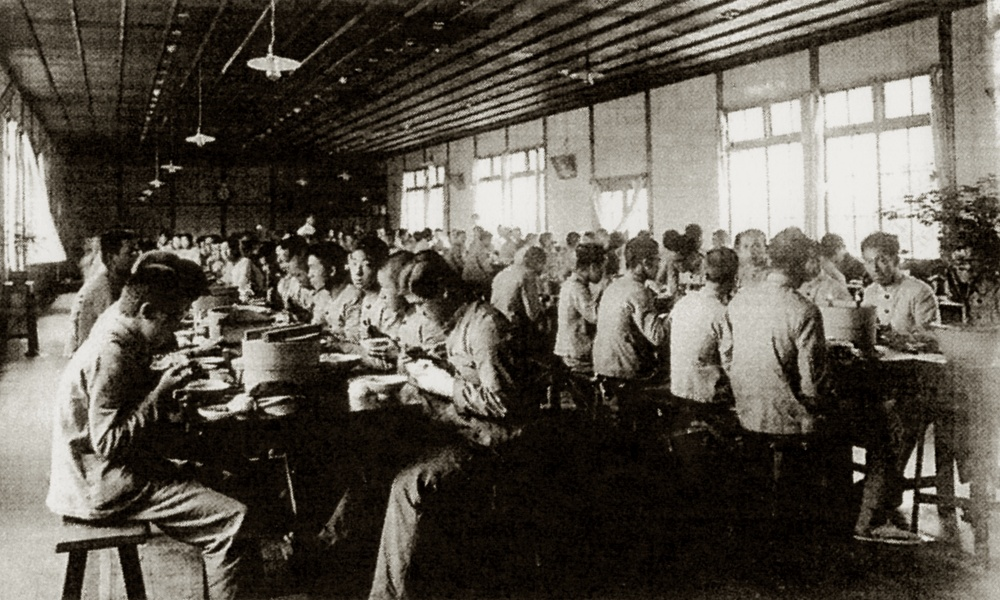
白陵寮食堂（1929年頃）

- 1923年12月11日：設立。初代校長は小松原隆二。
- 1925年1月：白陵寮完成。
- 1927年2月：寮の完全自治権確立。
- 1929年2月：自炊制度確立。
- 1930年4月 - 12月：河本敏夫退学処分に端を発する全校ストライキ。
  - 学生12名が検挙され宮崎辰雄が放学処分。
- 1931年 - 1932年：共産主義青年同盟に対する弾圧。学生29名検挙、10名退学。
- 1933年9月：白陵ホール開店。
- 1940年3月：「姫高ヒューマニスト同盟事件」により学生6名検挙（実際は冤罪）。
- 1949年5月：新制神戸大学発足にともない同大学に包括される。
- 1950年3月：廃止。

## 歴代校長
- 初代：小松原隆二（1923年12月11日[2] - 1927年8月27日）　文部省督学官より就任。第八高等学校長に転任。

- 第2代：山内雄太郎（1927年8月27日 - 1934年8月）　文部省督学官より就任。水戸高等学校長に転任。

- 第3代：木村善太郎（1934年8月 - 1939年7月） 　文部省視学官兼図書監修官より就任。退官により退任。。

- 第4代：金子健二（1939年7月 - 1941年4月） 　静岡高校長より転任。退官により退任。

- 第5代：浅野孝之（1941年4月 - 1943年4月1日[3]） 　元成蹊高等学校長が就任。第七高等学校造士館校長に転任。

- 第6代：緒方健三郎（1943年4月1日[3] - 1947年9月） 　第六高等学校教授が就任。第七高等学校長に転任。

- 第7代：松岡慎一郎（1947年9月 - 1949年5月)　新潟高等学校長より転任。元姫路高等学校教授。退官により退任。

- 第8代：荒木良雄（1949年5月 - 1950年3月31日） 　姫路高等学校教授から昇任。

## 校地の変遷と継承
姫高の校地は兵庫県姫路市新在家（旧飾磨郡安室村）に存在し、1949年の学制改革により、新制神戸大学姫路分校となった。神大姫路分校は1965年に神戸市灘区六甲台地区に統合移転し、校地は姫路短期大学（後の姫路工業大学環境人間学部、現在の兵庫県立大学環境人間学部）が姫路市伊伝居から移転し継承した。旧制高校本館の一部（現在は、姫路短大・姫路工大環境人間学部・兵庫県大環境人間学部の同窓会館「ゆりの木会館」）と講堂（1926年築）が現存し、登録有形文化財に登録されている。

## 主な出身者

### 政官界
- 河本敏夫 - 元通商産業大臣 / 中退
- 加藤六月 - 元農林水産大臣
- 渡海元三郎 - 元自治大臣、建設大臣
- 山内一郎 - 元郵政大臣
- 田渕哲也 - 元参議院議員（民社党）
- 玉置猛夫 - 元参議院議員（自由民主党）
- 内海倫 - 防衛事務次官、人事院総裁
- 浅野賢澄 - 郵政事務次官、フジテレビ社長
- 山本長 - 海上保安庁長官、新東京国際空港公団総裁
- 渡辺弥栄司 - 通産省通商局長・官房長、弁護士、TOEIC理事長 / 「官僚たちの夏」の鷹部のモデル
- 野崎欣一郎 - 滋賀県知事
- 武市恭信 - 徳島県知事
- 奥田八二 - 福岡県知事
- 宮崎辰雄 - 神戸市長 / 中退
- 吉田豊信 - 姫路市長
- 戸谷松司 - 姫路市長
- 寺田治郎 - 最高裁判所長官
- 木下忠良 - 最高裁判所判事、大阪高等裁判所長官
- 和田誠一 - 最高裁判所判事

### 経済界
- 藤本一郎 - 川崎製鉄社長
- 藤吉次英 - 東レ社長
- 玉置敬三 - 東芝社長
- 井上正忠 - 京王帝都電鉄社長
- 松尾泰一郎 - 丸紅会長・社長（ロッキード事件、1975年 ~ 1981年）、元通産省通商局長
- 植村光雄 - 住友商事社長
- 山本定蔵 - トヨタ自動車販売社長
- 関本忠弘 - 日本電気社長、経団連副会長
- 岡庭益男 - 住友倉庫社長
- 岡庭博 - 三光汽船会長、大阪産業大学名誉教授
- 末長一志 - 三井造船社長
- 中村裕一 - 三菱自動車工業社長
- 宮下稔 - 京阪電気鉄道社長

### 文化・学術
- 橋本健 ₋  東京大学工学部電気工学科卒　富士電工取締役　日本超科学会代表
- 浦山桐郎 - 映画監督
- 須川栄三 - 映画監督
- 竹村健一 - 評論家
- 山村謙一 - 映画評論家
- 蓬萊泰三 - 脚本家・作詞家
- 渡辺茂 - 東京大学工学部教授・名誉教授、システム工学
- 田島節夫 - 東京都立大学教授、哲学
- 山根幸夫 - 東京女子大学名誉教授、東洋史
- 町田甲一 - 名古屋大学教授、武蔵野美術大学名誉教授、美術史家
- 井上智勇 - 京都大学名誉教授、歴史学、奈良教育大学長
- 尾上久雄 - 京都大学経済研究所教授・所長、滋賀大学学長、名誉教授
- 松浦輝男 - 京都大学名誉教授、工学、龍谷大学理工学部教授
- 岡崎文彬 - 京都大学名誉教授、造園研究者
- 岩井忠熊 - 立命館大学名誉教授、日本史
- 内海洋一 - 大阪大学名誉教授、経済学部
- 森川晃卿 - 大阪市立大学教授、学長、名誉教授、ドイツ文学
- 湯浅光朝 - 神戸大学教養部教授・名誉教授、専修大学教授、科学史学者
- 岡田武彦 - 九州大学教養部教授・名誉教授、中国哲学
- 平場安治 - 刑法学者、愛知県立大学学長
- 広瀬秀雄 - 東京大学教授、東京天文台長、天文学者
- 宮本正太郎 - 京都大学教授、天文学者
- 鳥越信 - 早稲田大学教授、児童文学者

## 関連書籍
- 秦郁彦 『旧制高校物語』 文春新書、2003年　ISBN 4166603558
- 『日本近現代史辞典』 東洋経済新報社、1978年
- 作道好男, 江藤武人編『ああ白陵の春の宵 : 姫路高校史』　財界評論新社、1968年
- 『旧制姫路高等学校　白鷺城下の青春』「旧制姫路高等学校史」刊行会、1996年
- 『姫山の残照：旧制姫路高等学校創立80周年記念誌』(白陵特別号)　旧制姫路高等学校同窓会、2003年
- 『白陵寮史』姫路高等学校白陵寮編　白陵寮友会、1938年
- 『姫路高等学校一覽』第1年度-第20年度　姫路高等学校、1924年-1943年
- 水野潤一『旧制高校めし炊き青春譜 』 東洋経済新報社、1984年（著者は旧制姫路高校生）

尾崎ムゲン作成「文部省管轄高等教育機関一覧」参照
- 神戸大学百年史編纂委員会 『神戸大学百年史』 通史Ⅰ 前身校史、2002年

## テレビ放送
- 嗚呼白陵～旧制姫路高校・青春の軌跡～(1993(平成5)年5月29日NHK-BSⅡ午後5：00～6：30放送）(登場人物：関本忠弘、山本長、奥田八二、寺田治郎、団野信夫、桐谷圭治、瀧上凱令、中村秀、橋本萬平、下村康、河本敏夫、宮崎辰雄、廣岡治哉、、戸谷松司、竹村健一、内海洋一、須川栄三、平井洋、丸川泰生、鈴木謙一、尾上久雄 ほか旧制姫路高等学校関係者、解説・論評：水野潤一、企画・構成：山崎俊一)